# Dombegyház
Dombegyház ist eine ungarische Großgemeinde im Kreis Mezőkovácsháza im Komitat Békés.

## Geografische Lage
Dombegyház liegt im südöstlichen Teil Ungarns, zwei Kilometer von der Grenze zu Rumänien entfernt. Nachbargemeinden sind Kisdombegyház, Battonya und Kevermes. Unmittelbar hinter der rumänischen Grenze liegt der Ort Variaşu Mic.

## Gemeindepartnerschaft
- Iratoșu, Rumänien seit 2012

## Persönlichkeiten
- László Vörös (1848–1925), Politiker und Handelsminister

## Sehenswürdigkeiten
- Gedenktafel zur Landnahme vor 1100 Jahren (Honfoglalás-emléktábla)
- Grabkreuz der Gutsbesitzerfamilie Bisztray (Birtokkereszt)
- Römisch-katholische Kirche Szent István király, erbaut 1885, renoviert 1974–1977
- Römisch-katholische Kapelle Szent Kornélia, mit Wandmalereien von László Patay
- Weltkriegsdenkmäler (I. és II. világháborús emlékmű)

## Verkehr
In der Gemeinde kreuzen sich die Landstraßen Nr. 4444 und Nr. 4439, die in südlicher Richtung zum Grenzübergang Dombegyház-Variaşu Mic führt. Der nächstgelegene Bahnhof befindet sich zehn Kilometer südwestlich in Battonya. Nordöstlich des Ortes befindet sich ein kleiner Flugplatz (Dombegyházi mezőgazdasági repülötér).